# The Modern Boy
The Modern Boy (později Modern Boy, česky Moderní chlapec) byl britský časopis pro chlapce, který vycházel v letech 1928 – 1939 v nakladatelství Amalgamated Press. Celkem vyšlo 610 čísel. Začal vycházet 11. února 1928 a stál tehdy 2 pence. Vycházel každý týden až do 12. února 1938 (celkem 523 čísel). Od příštího čísla (19. února) pak vycházel čtrnáctidenně v novém formátu a v novém číslování jako Modern Boy. Po 87 číslech bylo vydávání ukončeno 14. října 1939 v důsledku válečného nedostatku papíru.
The Modern Boy byl známý především díky povídkám, zvláště kvůli povídkám o Bigglesovi od W. E. Johnse. Johns poprvé nakreslil obálku pro číslo 98. Jeho první podepsaný příspěvek „The Plane Smashers“ vyšel 6. prosince 1930 (číslo 148). Od čísla 257 vycházely Bigglesovy příhody, které byly později vydány v knize The Camels Are Coming a později vyšly na pokračování i další Johnsovy povídky dříve, než byly vydány knižně. Knižní vydání se obvykle ještě dočkalo úprav oproti časopisecké verzi.

## Biggles vThe Modern Boy
| číslo   | datum                         | povídka                          | kniha                                           | knižní název                                                         |
| ------- | ----------------------------- | -------------------------------- | ----------------------------------------------- | -------------------------------------------------------------------- |
| 257     | 7. leden 1933                 | Biggles and the White Fokker     | “The Camels are Coming”                         | The White Fokker                                                     |
| 258     | 14. leden 1933                | Peril Over the Line              | “The Camels are Coming”                         | The Packet                                                           |
| 259     | 21. leden 1933                | Fighting Mad                     | “The Camels are Coming”                         | J-9982                                                               |
| 260     | 28. leden 1933                | The Duneville Sausage            | “The Camels are Coming”                         | “The Balloonatics”                                                   |
| 261     | 4. únor 1933                  | The Blue Demon                   | “The Camels are Coming”                         | “The Blue Devil”                                                     |
| 262     | 11. únor 1933                 | The Mystery Gun                  | “The Camels are Coming”                         | “Camouflage”                                                         |
| 263     | 18. únor 1933                 | Man Hunt in the Air              | “The Camels are Coming”                         | “The Carrier”                                                        |
| 264     | 25. únor 1933                 | The Flying Circus                | “The Camels are Coming”                         | “Spads and Spandaus”                                                 |
| 265     | 4. března 1933                | Secret Orders                    | “The Camels are Coming”                         | “The Zone Call”                                                      |
| 266     | 11. března 1933               | The Decoy                        | “The Camels are Coming”                         | “Decoy”                                                              |
| 267     | 18. března 1933               | The Boob                         | “The Camels are Coming”                         | “The Boob”                                                           |
| 268     | 25. března 1933               | Battle of the Flowers            | “The Camels are Coming”                         | “The Battle of Flowers”                                              |
| 269     | 1. dubna 1933                 | The Flying Arsenal               | “The Camels are Coming”                         | “The Bomber”                                                         |
| 270     | 8. dubna 1933                 | The White Feather                | “The Camels are Coming”                         | “On Leave”                                                           |
| 271     | 15. dubna 1933                | Lost in the Sky                  | “The Camels are Coming”                         | “Fog!”                                                               |
| 284     | 15. července 1933             | The Flying Professor             | “Biggles of the Camel Squadron”                 | “The Professor”                                                      |
| 285     | 22. července 1933             | Biggles the Joy Rider            | “Biggles of the Camel Squadron”                 | “The Joy Ride”                                                       |
| 286     | 29. července 1933             | The Bridge They Couldn’t Blow Up | “Biggles of the Camel Squadron”                 | “The Bridge Party”                                                   |
| 287     | 5. srpna 1933                 | The Bottle Bombers               | “Biggles of the Camel Squadron”                 | “The Bottle Party”                                                   |
| 288     | 12. srpna 1933                | Biggles Plays Tit for Tat        | “Biggles of the Camel Squadron”                 | “The Trap”                                                           |
| 289     | 19. srpna 1933                | The Funk                         | “Biggles of the Camel Squadron”                 | “The Funk”                                                           |
| 290     | 26. srpna 1933                | The Wing Riders                  | “Biggles of the Camel Squadron”                 | “The Professor Comes Back”                                           |
| 291     | 2. září 1933                  | Biggles on the Trail             | “Biggles of the Camel Squadron”                 | “The Thought Reader”                                                 |
| 292     | 9. září 1933                  | Quits                            | “Biggles of the Camel Squadron”                 | “The Great Arena”                                                    |
| 293     | 16. září 1933                 | Biggles in the Trenches          | “Biggles of the Camel Squadron”                 | “Biggles Finds His Feet”                                             |
| 294     | 23. září 1933                 | The Dragon’s Lair                | “Biggles of the Camel Squadron”                 | “The Dragon’s Lair”                                                  |
| 295     | 30. září 1933                 | Biggles’ Day Off                 | “Biggles of the Camel Squadron”                 | “Biggles Day Off”                                                    |
| 296     | 7. října 1933                 | Scotland Forever                 | “Biggles of the Camel Squadron”                 | “Scotland For Ever!”                                                 |
| 297     | 14. října 1933                | Biggles Falls in Love            | “The Camels are Coming”                         | “Affaire De Coeur”                                                   |
| 298     | 21. října 1933                | Biggles’ Last Flight             | “The Camels are Coming”                         | “The Last Show”                                                      |
| 323     | 14. dubna 1934                | Biggles Learns to Fly            | “Biggles Learns to Fly”                         | “First Time Up” & “Landed But Lost”                                  |
| 324     | 21. dubna 1934                | Biggles’ First Flight            | “Biggles Learns to Fly”                         | “The Boat to France” & “Battle”                                      |
| 325     | 28. dubna 1934                | Biggles the Scout                | “Biggles Learns to Fly”                         | “Plots and Plans” & “Late for Dinner”                                |
| 326     | 5. května 1934                | Spy in the Sky                   | “Biggles of 266”                                | “The Pilot Who Lost His Way”                                         |
| 327     | 12. května 1934               | Crashed Flyers                   | “Biggles Learns to Fly”                         | “A Daring Stunt”                                                     |
| 328     | 19. května 1934               | Knights of the Sky               | “Biggles Learns to Fly”                         | “The Dawn Patrol”                                                    |
| 329     | 26. května 1934               | The Laughing Spy                 | “Biggles Learns to Fly”                         | “Special Mission”                                                    |
| 330     | 2. června 1934                | Biggles’ Bullseye                | “Biggles Learns to Fly”                         | “Eyes of the Guns”                                                   |
| 331     | 9. června 1934                | Biggles Buys the Sky             | “Biggles Learns to Fly”                         | “The Camera”                                                         |
| 332     | 16. června 1934               | Biggles’ Big Battle              | “Biggles Learns to Fly”                         | “The Show”                                                           |
| 333     | 23. června 1934               | Biggles’ Surprise Packet         | “Biggles Learns to Fly”                         | “Dirty Work” & “Caught Napping”                                      |
| 334     | 30. června 1934               | Biggles’ Revenge                 | “Biggles Learns to Fly”                         | “The Yellow Hun”                                                     |
| 335     | 7. července 1934              | Biggles Goes Ballooning          | “Biggles in France”                             | později vyšlo pod názvem “A Ride to Remember” v knize Biggles of 266 |
| 336     | 14. července 1934             | Biggles and the Runaway Tank     | “Biggles in France”                             | později vyšlo pod názvem “The Challenge” v knize Biggles of 266      |
| 337     | 21. července 1934             | Flying Luck                      | “Biggles in France”                             |                                                                      |
| 338     | 28. července 1934             | Biggles and the Mad Hatter       | “Biggles in France”                             |                                                                      |
| 339     | 4. srpna 1934                 | Biggles Sky High Hat Trick       | “Biggles in France”                             |                                                                      |
| 340-346 | 11. srpna – 22. září 1934     | Wings of Fortune                 | kniha “Cruise of the Condor” na 7 pokračování   |                                                                      |
| 356     | 1. prosince 1934              | Biggles and the Flying Camera    | “Biggles in France”                             | později vyšlo pod názvem “The Camera” v knize Biggles of 266         |
| 357     | 8. prosince 1934              | Biggles’ Sky High Spy            | “Biggles in France”                             |                                                                      |
| 358     | 15. prosince 1934             | Biggles’ Xmas Box                | Biggles – Air Ace                               |                                                                      |
| 359     | 22. prosince 1934             | Biggles’ Christmas Tree          | Biggles – Air Ace                               |                                                                      |
| 360     | 29. prosince 1934             | Biggles Carves the Turkey        | “Biggles in France”                             | později vyšlo pod názvem “The Turkey” v knize Biggles of 266         |
| 361     | 5. ledna 1935                 | Biggles’ Paperchase              | “Biggles in France”                             | později vyšlo pod názvem “The Prize” v knize Biggles of 266          |
| 362     | 12. ledna 1935                | Biggles and the Flying Wardrobe  | “Biggles in France”                             | později vyšlo pod názvem “Humbugs” v knize Biggles of 266            |
| 363     | 19. ledna 1935                | Biggles Borrowed Plumes          | “Biggles in France”                             | později vyšlo pod názvem “Reprisals” v knize Biggles of 266          |
| 364     | 26. ledna 1935                | Flying Crusaders                 | “Biggles in France”                             | později vyšlo pod názvem “War in Hot Blood” v knize Biggles of 266   |
| 365     | 2. února 1935                 | Biggles and the Joker            | Biggles – Air Ace                               |                                                                      |
| 366-375 | 9. února - 13. dubna 1935     | Winged Menace                    | kniha The Black Peril na 10 pokračování         |                                                                      |
| 377     | 27. dubna 1935                | Biggles’ Treasure Hunt           | “Biggles Flies Again”                           | “The Gold Rush”                                                      |
| 378     | 4. května 1935                | Biggles and the Blue Orchid      | “Biggles Flies Again”                           | “The Maid and the Mountains” a “The Blue Orchid”                     |
| 379     | 11. května 1935               | Sandy’s Lagoon                   | “Biggles Flies Again”                           | “Beauty and the Beast” a “Bob’s Box”                                 |
| 380     | 18. května 1935               | Biggles and the Head Hunters     | “Biggles Flies Again”                           | “Savages and Wings”                                                  |
| 381     | 25. května 1935               | Biggles’ Castaway                | “Biggles Flies Again”                           | “The Oriental Touch” a “Down in the Forest”                          |
| 382     | 1. června 1935                | Marooned by Biggles              | “Biggles Flies Again”                           | “Three Weeks”                                                        |
| 383     | 8. června 1935                | Trickster of the Red Sea         | “Biggles Flies Again”                           | “The Sheikh and the Greek”                                           |
| 384     | 15. června 1935               | The Plane Wreckers               | “Biggles Flies Again”                           | “Yellow Freight” a “The Last Show”                                   |
| 385-394 | 22. června – 24. srpna 1935   | The Mountain of Light            | kniha Biggles Hits the Trail na 10 pokračování  |                                                                      |
| 395     | 31. srpna 1935                | Biggles’ Night Out               | Biggles – Air Ace                               |                                                                      |
| 399-412 | 28. září - 28. prosince 1935  |                                  | kniha Biggles Flies East na 14 pokračování      |                                                                      |
| 413-422 | 4. ledna – 7. března 1936     | The Gold Flyers                  | kniha Biggles & Co. na 10 pokračování           |                                                                      |
| 443-451 | 1. srpna – 26. září 1936      |                                  | kniha Biggles in Africa na 9 pokračování        |                                                                      |
| 452-461 | 3. října – 5. prosince 1936   | Biggles Fights Alone             | kniha Biggles – Air Commodore na 10 pokračování |                                                                      |
| 490-501 | 26. června – 11. září 1937    | Biggles’ Treasure Island         | kniha Biggles Flies West na 12 pokračování      |                                                                      |
| 503-512 | 25. září – 27. listopadu 1937 |                                  | kniha Biggles Goes to War na 10 pokračování     |                                                                      |